# صناديق الموز

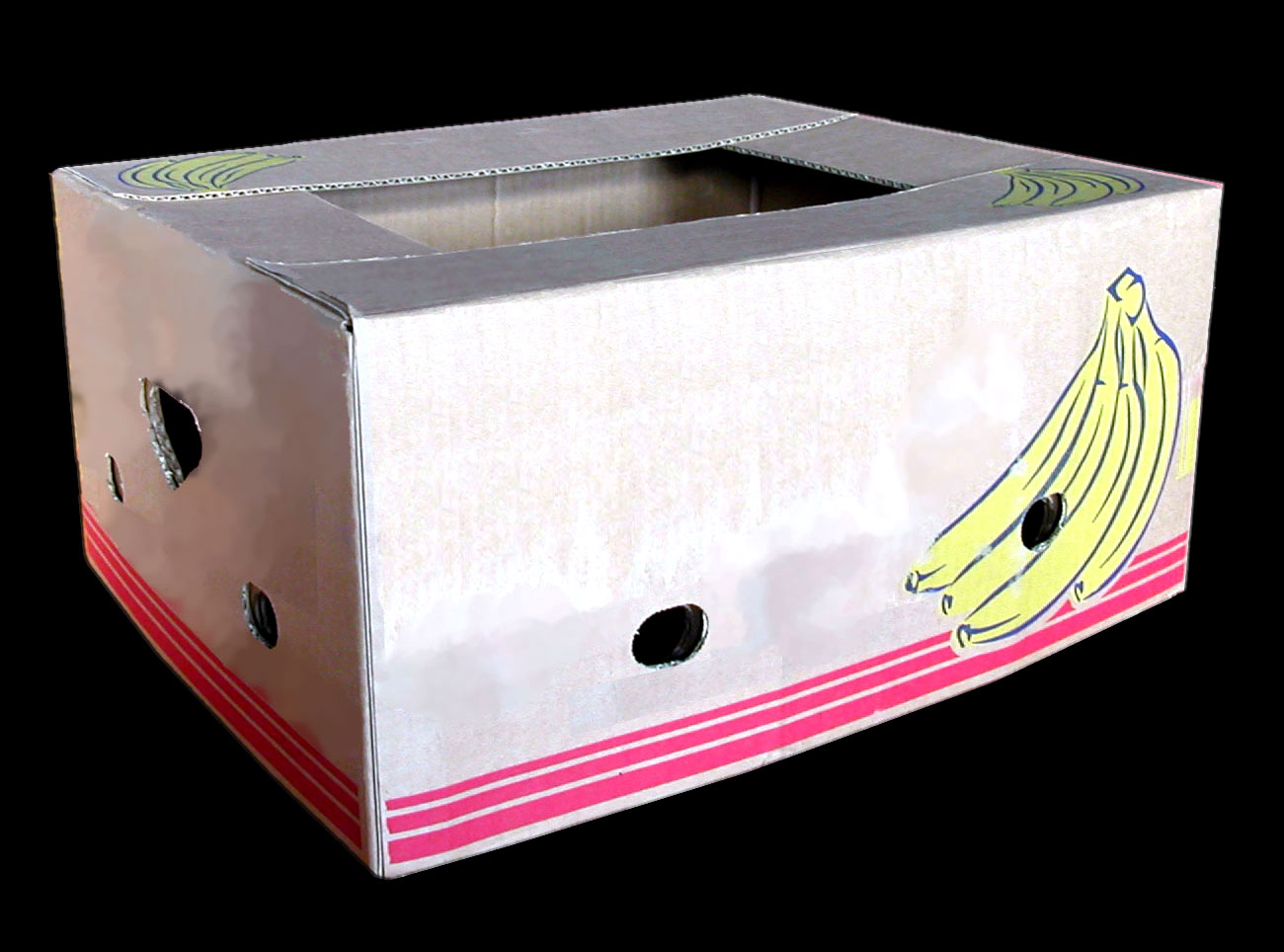
صندوق موز يتضمن فتحات تهوية قابل للفتح والغلق

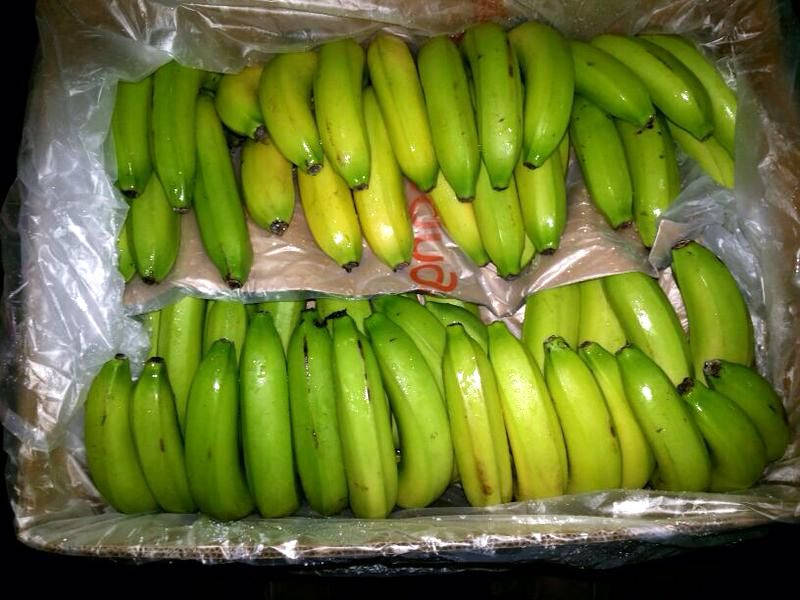
موز يتم تخزينهُ بصناديقهُ المُخصصة

صناديق الموز هو نوع من الصناديق المموجة [الإنجليزية] لنقل الموز. غالبًا ما تتكون من جزء سفلي مُنفصل وغطاء متداخل. تتضمّن مقابض حمل وفتحات تهوية بالوصول إلى غازات المعالجة مثل أوكسيد الإيثيلين المُساهم في النضج. عادةً ما يتم تغطية الفتحة الموجودة في الأسفل بورقة رقيقة من الورق المقوى أو الكرتون المضلع حتى لا يسقط الموز، وعادة ما يتم وضع طبقة من البلاستيك بين الموز والصندوق.

## تاريخ
حتى الخمسينيات، كان يتم شحن الموز معلقًا بالخطافات في غرف الشحن (النقل) في السفن، مما قد يؤدي إلى أن يكون الموز في حالة سيئة عند وصوله إلى وجهته.
بما أن هذهِ الثمار حساسة للضغط، فقد شهد عام 1961 إدخال استخدام صناديق النقل التي تم تعبئتها في المزارع، ثم تحميلها على متن جميع السفن.
منذ منتصف الستينات، تم استخدام هذه الحاويات أو الصناديق بشكل متزايد لنقل الموز.
- مقطع فيديو هولندي يُظهر حصاد الموز في سورينام، أبريل 1968. في الساعة 1:33 يمكن مشاهدة ملء صناديق الموز، وكذلك النقل إلى السفينة.

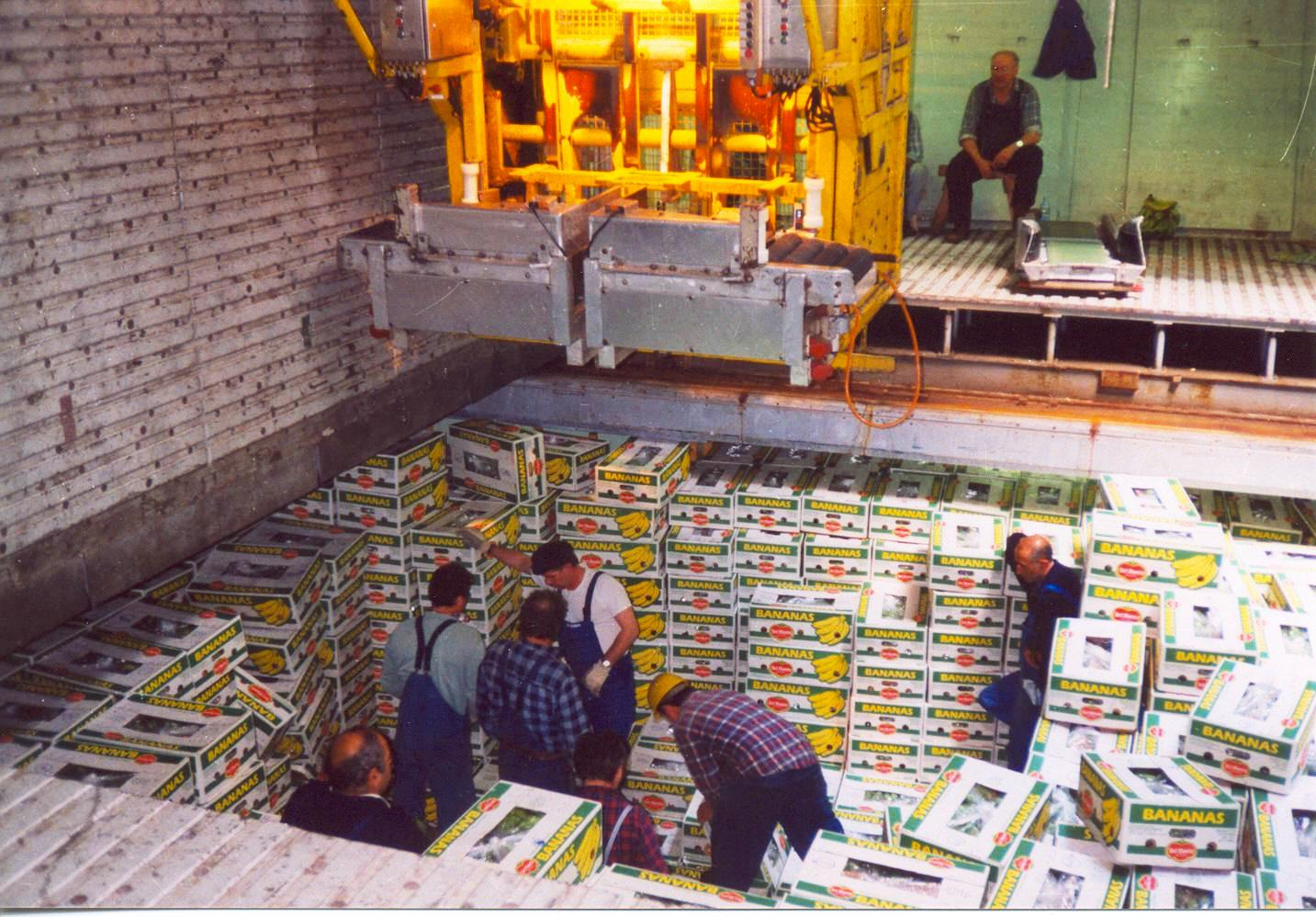
تحميل علب الموز في سفينة
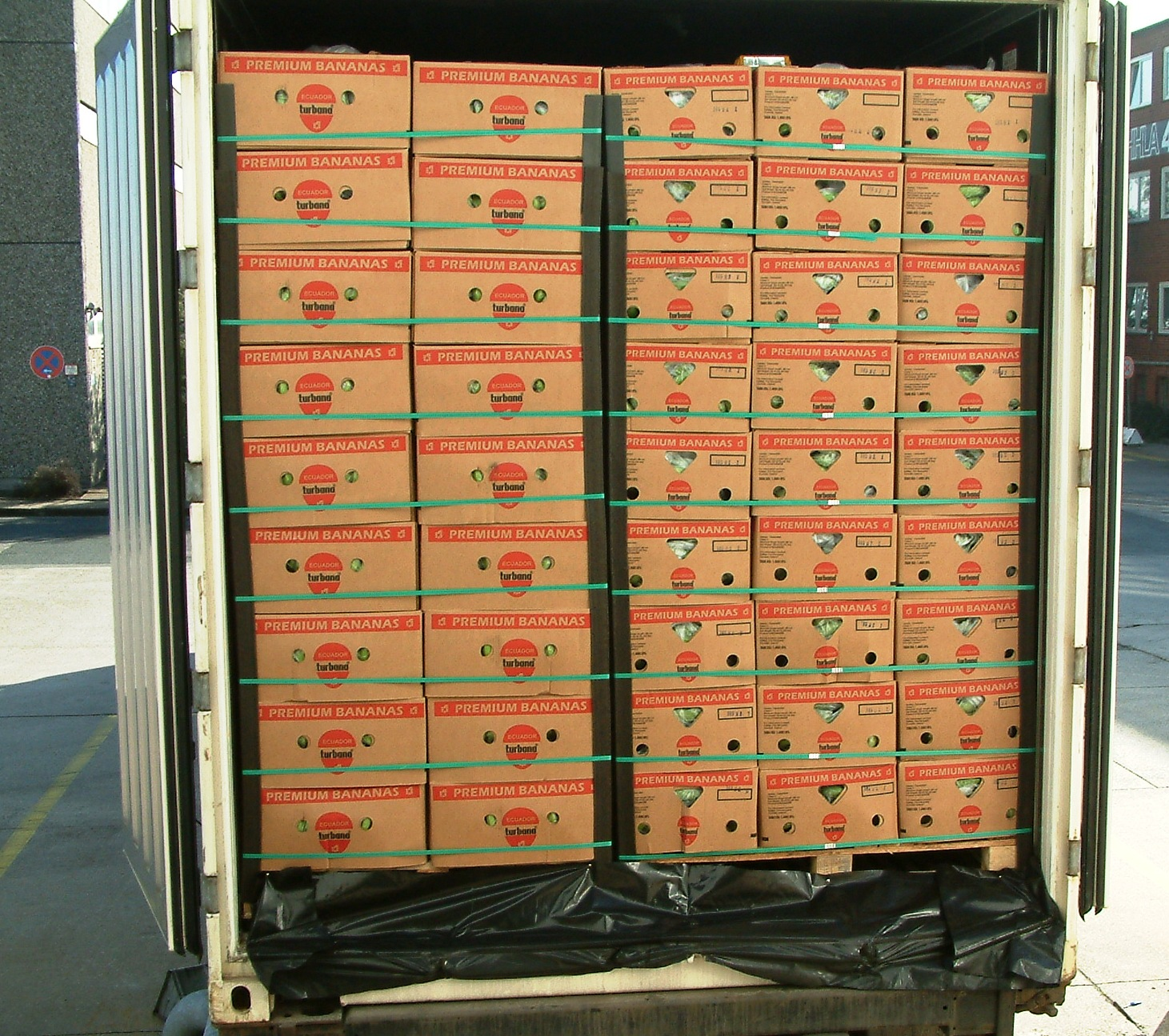
نقل صناديق الموز في حاويات عند 13.5 درجة مئوية (2006)
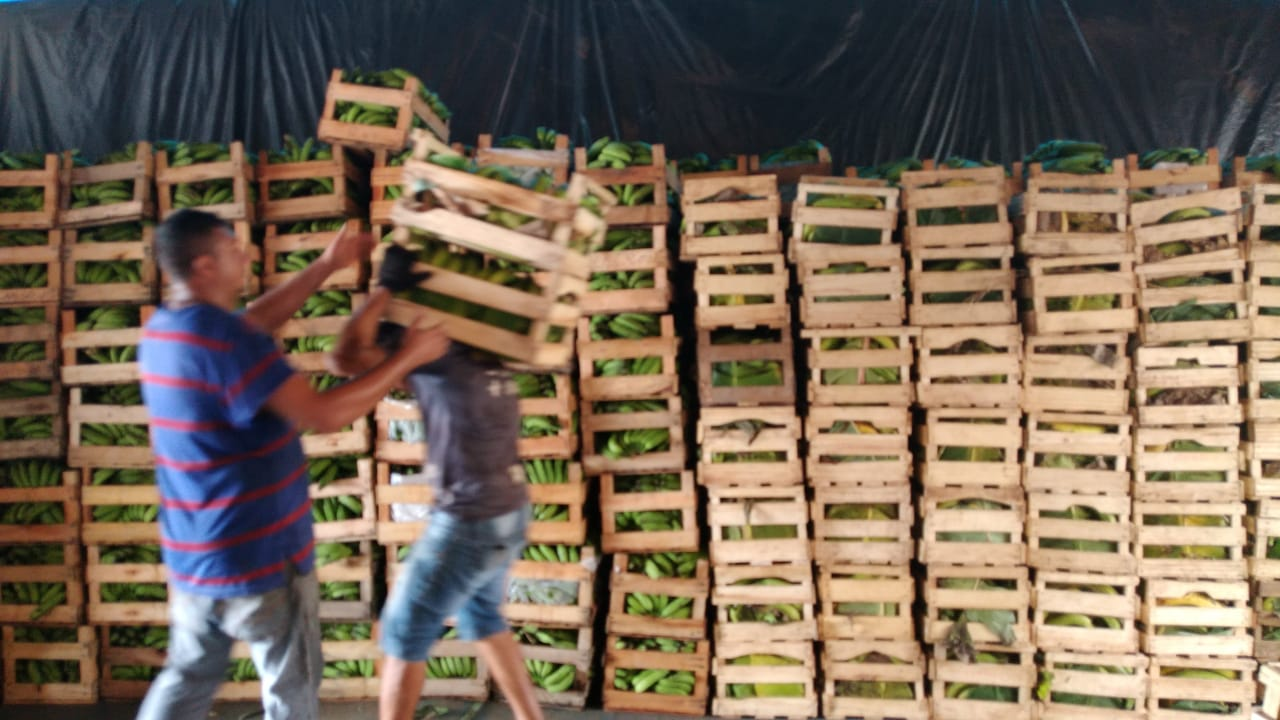
تحميل الموز في صناديق خشبية

## أبعاد
تتضمن صناديق الموز عادةً على حوالي 18 كجم من الموز. قد تختلف الأبعاد قليلاً بين مختلف الشركات المصنعة، ولكنها تقارب 53.5 × 40 × 24.5 سم (العرض × العمق × الارتفاع)، وهو ما يتوافق مع حجم 52 لترًا (0.05 م²). وبالتالي فإن 20 صندوقًا من صناديق الموز ستغطي حوالي متر مكعب واحد. يمكن أن تحتوي حاوية متنقلة من النوع 1AA على 1200 كرتون موز.

## بدائل مُحتمَلة
في عام 2018، سعت هولندا إلى استبدال صناديق الموز المموجة [الإنجليزية] بصناديق بلاستيكية يمكن إعادة استخدامها. كان الدافع وراء ذلك أنها كانت أكثر صداقة للبيئة.
في عام 2021، تم إطلاق صندوق موز بلاستيكي جديد جيد التهوية من قبل شركة IFCO  تبلغ مساحتها 600 × 400 مم. علاوة على ذلك، يبلغ ارتفاعها 211 ملم عند فتحها، وهي قابلة للطي بارتفاع إجمالي يبلغ 28 ملم فقط لنقل أو تخزين أكثر كفاءة عندما تكون فارغة، تدعي شركة ICFO أن هذا النوع الجديد من علب الموز يمكن أن يساهم في اقتصاد دائري أكثر.

## استخدامات أخرى

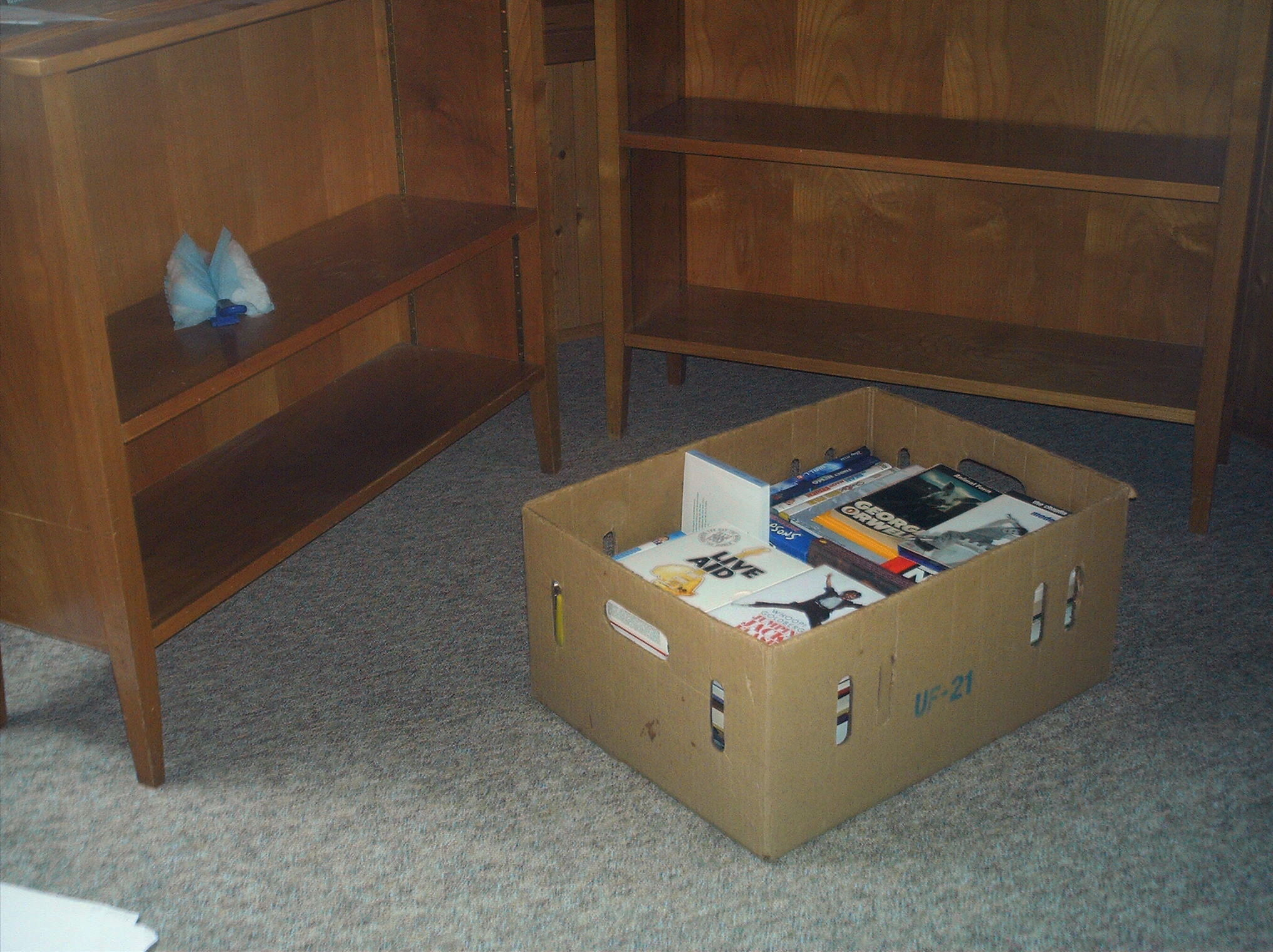
كُتُب في صندوق مـوز

يُعاد استخدام صناديق الموز بشكل شائع للتخزين أو النقل أشياء عديدة، على سبيل المثال كصناديق متحركة أو تُستخدم في أسواق الكتب المستعملة أو في مناطق التخزين أو للخدمات اللوجستية الإنسانية. أحد الأسباب المهمة لهذه الاستخدامات هو أن صناديق الموز عادة ما تكون ميسورة التكلفة ويسهل الحصول عليها، حيث يتم تقديمها مجانًا من العديد من متاجر البقالة. التي قد تضطر إلى التخلص من صناديق الموز. الصناديق متينة نسبيًا (للصناديق الكرتونية) كما أن شكلها شبه القياسي يجعل من السهل تكديسها. تفرض بعض المتاجر رسومًا على صناديق الموز، وقد يذهب الربح، على سبيل المثال، في الأعمال الخيرية. قد يكون من عيوب استخدام علب الموز للحركة الحجم وأن قاعها قد لا يكون متينًا بدرجة كافية.

## تحقيقات حول المواد السامّة
كانت هناك شائعات بأن علب الموز قد تحتوي على مواد سامة تجعلها غير مناسبة لتخزين الموز وأدوات المطبخ والأطعمة. في عام 2004، اختبرت إدارة الغذاء الوطنية السويدية صناديق الموز، لكنها لم تجد أي سموم. في عام 2012، لم تتمكن الجمعية السويدية لحماية الطبيعة [الإنجليزية] من إعطاء إجابة محددة، لكنها اعتبرت أن خطر تركيزات السموم العالية في الصناديق أمر غير محتمل.

## حشرات غير مرغوب فيها
تأتي بعض العناكب السامة من العناكب البرازيلية المتجولة أحيانًا إلى أوروبا عن غير قصد مع صناديق الموز عبر السفن.
في عام 2018 صرح خبير الحيوانات السويدي جوناس والستروم أنه لا توجد عناكب خطيرة جدًا في البلدان المنتجة للموز.، ولكن في عام 2010، تم العثور على العناكب البرازيلية القاتلة في صناديق الموز في المملكة المتحدة وألمانيا.